# Футбол-Хоккей НН (мини-футбольный клуб)
«Футбол-Хоккей НН» — российский мини-футбольный клуб из Городца. Выступает в Высшей Лиге.

## История
Мини-футбольная команда «Футбол-Хоккей НН» была организована в 1996 году главным редактором газеты «Футбол-Хоккей НН» Владиславом Ерофеевым. С 1997 года она принимает участие в элитном дивизионе чемпионата Нижнего Новгорода, и с тех пор неоднократно являлась его призёром. В 2006 году клуб взял старт в Чемпионате России по мини-футболу, и его успехи позволили начать сезон 2008—2009 уже в Высшей Лиге.

## Выступления в чемпионатах России
| Сезон   | Лига                                     | Занятое место |
| ------- | ---------------------------------------- | ------------- |
| 2006/07 | Первая Лига (III), зона «Золотое кольцо» | 5             |
| 2007/08 | Первая Лига (III), зона «Приволжье»      | 1             |
| 2008/09 | Высшая Лига (II)                         | 14            |
| 2009/10 | Высшая Лига (II)                         | 11            |
| 2010/11 | Высшая Лига (II)                         | 9             |
| 2011/12 | Высшая Лига (II)                         | 8             |
| 2012/13 | Высшая Лига (II)                         | 7             |
| 2013/14 | Высшая Лига (II)                         | 11            |
| 2022/23 | Высшая Лига (II), конференция «Запад»    | 10            |